# Cantonul Garlin
Cantonul Garlin este un canton din arondismentul Pau, departamentul Pyrénées-Atlantiques, regiunea Aquitania, Franța.

## Comune
- Aubous
- Aydie
- Baliracq-Maumusson
- Boueilh-Boueilho-Lasque
- Burosse-Mendousse
- Castetpugon
- Conchez-de-Béarn
- Diusse
- Garlin (reședință)
- Mascaraàs-Haron
- Moncla
- Mont-Disse
- Mouhous
- Portet
- Ribarrouy
- Saint-Jean-Poudge
- Tadousse-Ussau
- Taron-Sadirac-Viellenave
- Vialer